# جاکومو ولپه
جاکومو ولپه (انگلیسی: Giacomo Volpe؛ زادهٔ ۱۶ ژانویهٔ ۱۹۹۶) بازیکن فوتبال است.
از باشگاه‌هایی که در آن بازی کرده‌است می‌توان به باشگاه فوتبال یوونتوس اشاره کرد.